# Moerbeke (Grammont)
Pour les articles homonymes, voir Moerbeke.
Moerbeke est une section de la ville belge de Grammont dans le pays de la Dendre située en Région flamande dans la province de Flandre-Orientale. C'était une commune à part entière avant la fusion des communes de 1977.

## Démographie

### Évolution démographique
- Sources : INS, Rem. : 1831 jusqu'en 1970 = recensements, 1976 = nombre d'habitants au 31 décembre[2].